# Sewell, Chile
Sewell là một thị trấn khai mỏ nằm ở sườn núi Andes, thuộc xã Machalí, tỉnh Cachapoal, vùng O'Higgins, Chile, ở độ cao từ 2.000 đến 2.250 mét. 

## Mô tả
Được thành lập vào năm 1906, bởi Công ty đồng Braden để khai thác đồng từ mỏ El Teniente. Tên của nó được đặt theo tên của chủ tịch công ty đầu tiên, Barton Sewell.
Trong thời kỳ Đại suy thoái, Braden trở thành công ty con của Công ty đồng Kennecott. Năm 1917, xưởng đúc đồng và các thợ rèn chuyển từ Sewell sang Caletones, và cũng sớm phát triển trở thành một thị trấn tại đó.
Ban đầu, các công nhân nam sống trong một khu nhà chung được gọi là Colectivos, sau đó các gia đình của họ dần chuyển đến đây sinh sống. Sân chơi, quảng trường, cửa hàng và rạp chiếu phim sau đó theo sau được xây dựng. Người đi bộ lên và xuống bằng hệ thống thang thẳng đứng. Thị trấn có những con phố ngang không được trải nhựa và tại đây cũng không có xe hơi. Đối diện về phía tây của thị trấn là Cerro Negro, một khu trại cho những người nước ngoài. Quá trình khai thác, quặng được đưa xuống sườn núi đến Graneros, nơi có những tàu đường sắt khổ hẹp nối Sewell với Rancagua cũng được xây dựng vào năm 1906 và hoàn thành năm 1911. Tổng quãng đường là khoảng 45 dặm, với sự thay đổi độ cao lên tới 5.000 ft. Vào năm 1915, Sewell có một bệnh viện, một đơn vị cứu hỏa và một câu lạc bộ công cộng. Các tòa nhà được làm bằng gỗ và sơn bằng các màu sáng như vàng, đỏ và xanh dương. Ở thời kỳ hoàng kim những năm 1960, thị trấn đã có hơn 16.000 cư dân. Sewell được mệnh danh là "thành phố của những cầu thang". Thị trấn được xây dựng trên địa hình quá dốc đối với các phương tiện có bánh xe, và được bố trí xung quanh một cầu thang lớn ở trung tâm nổi từ ga xe lửa có tên là Escalara Central. Tất cả các nguồn cung cấp được đưa lên thị trấn thông qua một đường sắt khổ hẹp.
Sewell cũng từng xảy ra nhiều tai nạn, ví dụ như một trận lở tuyết vào ngày 8 tháng 8 năm 1944 khiến 102 người chết, hay một đám cháy vào tháng 6 năm 1945 khiến 355 công nhân thiệt mạng. Điều này dẫn đến các quy định an toàn lao động được tăng lên. Thị trấn luôn bị đe dọa bởi những trận động đất, tuyết lở, cháy nổ.